# 比努埃萨
比努埃萨，是西班牙卡斯蒂利亚-莱昂索里亚省的一个市镇。总面积143平方公里，总人口1040人（2001年），人口密度7人/平方公里。